# Thesium equisetoides
Thesium equisetoides là một loài thực vật có hoa trong họ Santalaceae. Loài này được Welw. ex Hiern miêu tả khoa học đầu tiên năm 1900.